# Іванченко Яків Павлович
Яків Павлович Іванченко (1891 — березень 1938) — радянський господарський діяч, керуючий трестів «Східсталь» і «Трубосталь», директор Дніпропетровського металургійного заводу імені Петровського.

## Життєпис
Служив матросом російського імператорського Балтійського флоту.
Член РСДРП(б) з 1917 року.
Служив у Червоній армії, воював у загонах Августа Корка. Учасник громадянської війни в Росії.
У 1920-х роках працював у металургійній промисловості Донбасу, був начальником цеху, відновлював Єнакіївський металургійний завод.
На 1930 — 1931 роки — директор Дніпропетровського металургійного заводу імені Петровського.
У 1931—1935 роках — керуючий тресту «Східсталь», куди входили Магнітогорський, Тагільський металургійні комбінати і низка уральських і сибірських металургійних підприємств.
У 1935—1937 роках — керуючий державного союзного тресту залізних і сталевих труб «Трубосталь» Головного управління металургійної промисловості СРСР в місті Харкові.
Заарештований органами НКВС у травні 1937 року в Москві. У березні 1938 року розстріляний.

## Нагороди
- орден Леніна (23.03.1935)